# 下蒲刈町

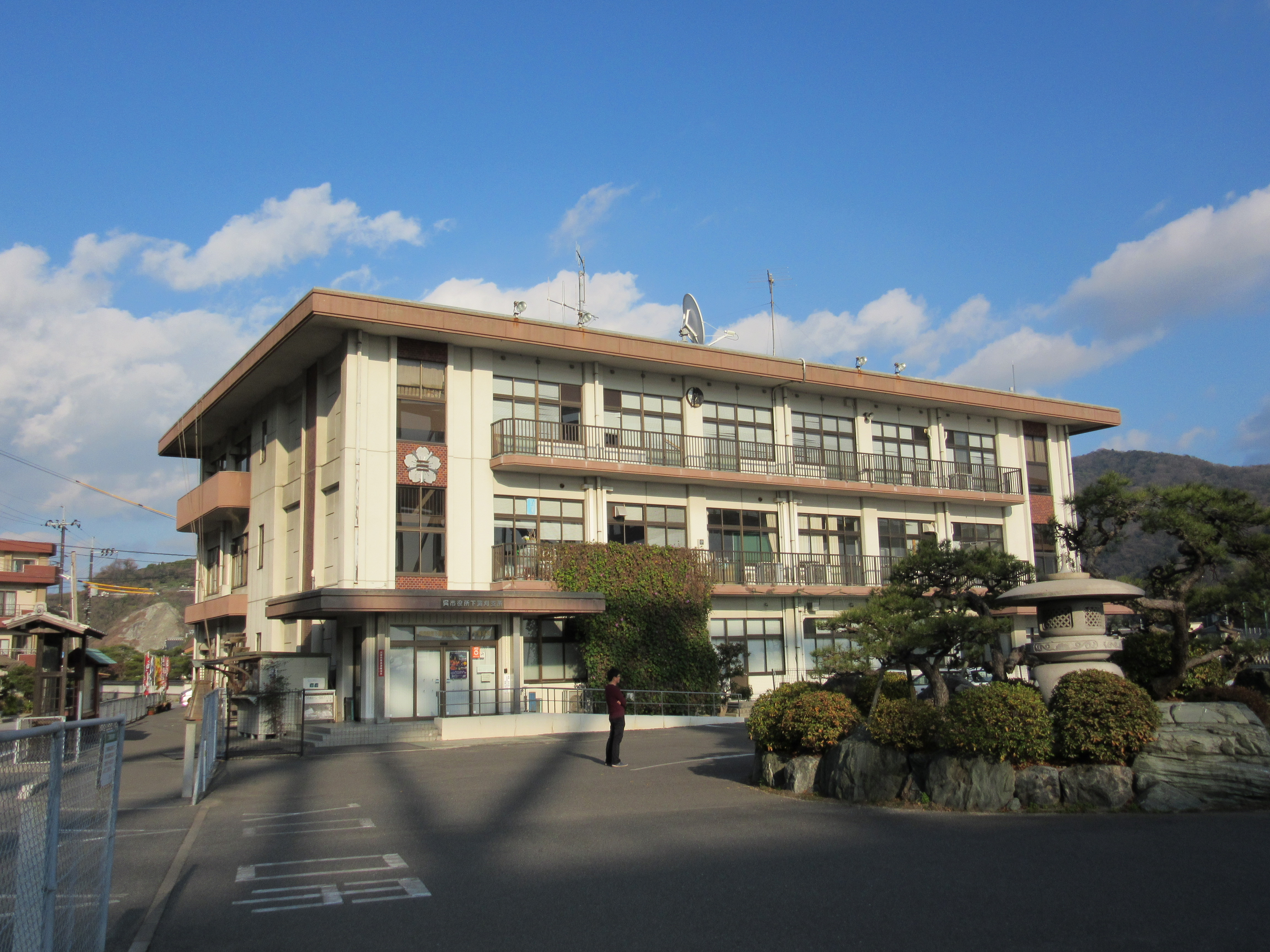
呉市下蒲刈支所（旧下蒲刈町役場）

下蒲刈町（しもかまがりちょう）は、かつて広島県にあった町。安芸郡に属した。呉市の南東の瀬戸内海に浮かぶ下蒲刈島と3つの無人島で構成される町であった。
2003年4月1日に呉市に編入されたことにより消滅した。

## 地理
山
- 大平山（標高275m）

島
- 下蒲刈島
- ヒクベ
- 上黒島
- 下黒島

## 沿革
- 1891年7月27日 - 当時上蒲刈島・下蒲刈島と周辺の小島で構成されていた安芸郡蒲刈島村が分割され、上蒲刈島村（上蒲刈島のうちの大浦・田戸・宮盛）と下蒲刈島村（上蒲刈島のうちの向浦と下蒲刈島全域〈大地蔵・三之瀬・下島〉）が成立する。
- 1947年8月1日 - 下蒲刈島村のうち上蒲刈島にあった向浦地区が分立し、向村として村制施行する。
  - 向村はその後1956年9月30日に上蒲刈島村と対等合併して蒲刈町に移行する。
- 1962年1月1日 - 下蒲刈島村が村名改称の上町制施行して下蒲刈町になる。
- 1979年10月 - 上蒲刈島との間に蒲刈大橋（全長480m）が開通して上蒲刈島と陸続きになる。
- 2000年1月18日 - 本土（豊田郡川尻町〈当時〉）との間に安芸灘大橋（全長1,175m）が開通し、上蒲刈島・下蒲刈島ともに本土と陸続きになる。
- 2003年4月1日 - 呉市に編入され、消滅する。
- 2004年4月1日 - 豊田郡川尻町が呉市に編入されたことで、飛地が解消される。

## 名所・旧跡
- 蘭島閣美術館
- 梶ヶ浜海水浴場
- 三之瀬御本陣跡

## 産業
みかん・デコポンなどの柑橘類の栽培が行われている。

## 大字
- 大地蔵（おおじぞう）
- 三之瀬（さんのせ）
- 下島（しもじま）

## 交通
以下は2003年3月31日時点のデータ。

### 鉄道
町内は通過していない。

### バス
高速バス
- 広島蒲刈線（ただし町内は一般道を走行）

路線バス
- 瀬戸内産交
- 下蒲刈町営バス

### 道路
国道
町内は通過していない。
主要地方道
- 広島県道74号下蒲刈川尻線

一般県道
- 広島県道288号見戸代大地蔵線

蒲刈大橋は農道橋であって県道には認定されていない。

### 港湾
- 安芸灘大橋開通を契機に定期航路は全廃され、定期船の発着する港はなくなった。

## 教育
以下は2003年3月31日時点のデータ。
小学校
- 下蒲刈町立下蒲刈小学校

中学校
- 下蒲刈町立下蒲刈中学校

## 備考
広島県の平成の大合併の第一号は福山市と芦品郡新市町および沼隈郡内海町（2003年2月3日）であったが、合併協定調印第一号は呉市と安芸郡下蒲刈町（2002年8月8日）であった（福山市と周辺2町のそれはその約2か月後の2002年10月10日）。